# Fórnoles
Fórnoles (katalanisch: Fórnols de Matarranya) ist eine spanische Gemeinde in der Provinz Teruel der Autonomen Region Aragón. Die hochgelegene Gemeinde liegt rund 16 Kilometer westlich von Valderrobres in der Comarca Matarraña (Matarranya) im überwiegend katalanischsprachigen Gebiet der Franja de Aragón unterhalb der Wasserscheide zwischen dem Río Matarraña und dem Einzugsgebiet des Guadalope. 2024 hatte die Gemeinde 72 Einwohner.

## Geschichte
Die Geschichte des Orts ist eng mit dem Orden von Calatrava verbunden. 1608 erfolgte die Trennung von Peñarroya de Tastavins.

## Einwohnerentwicklung
| 2001 | 2006 | 2011 | 2013 |
| ---- | ---- | ---- | ---- |
| 103  | 105  | 102  | 93   |

## Sehenswürdigkeiten

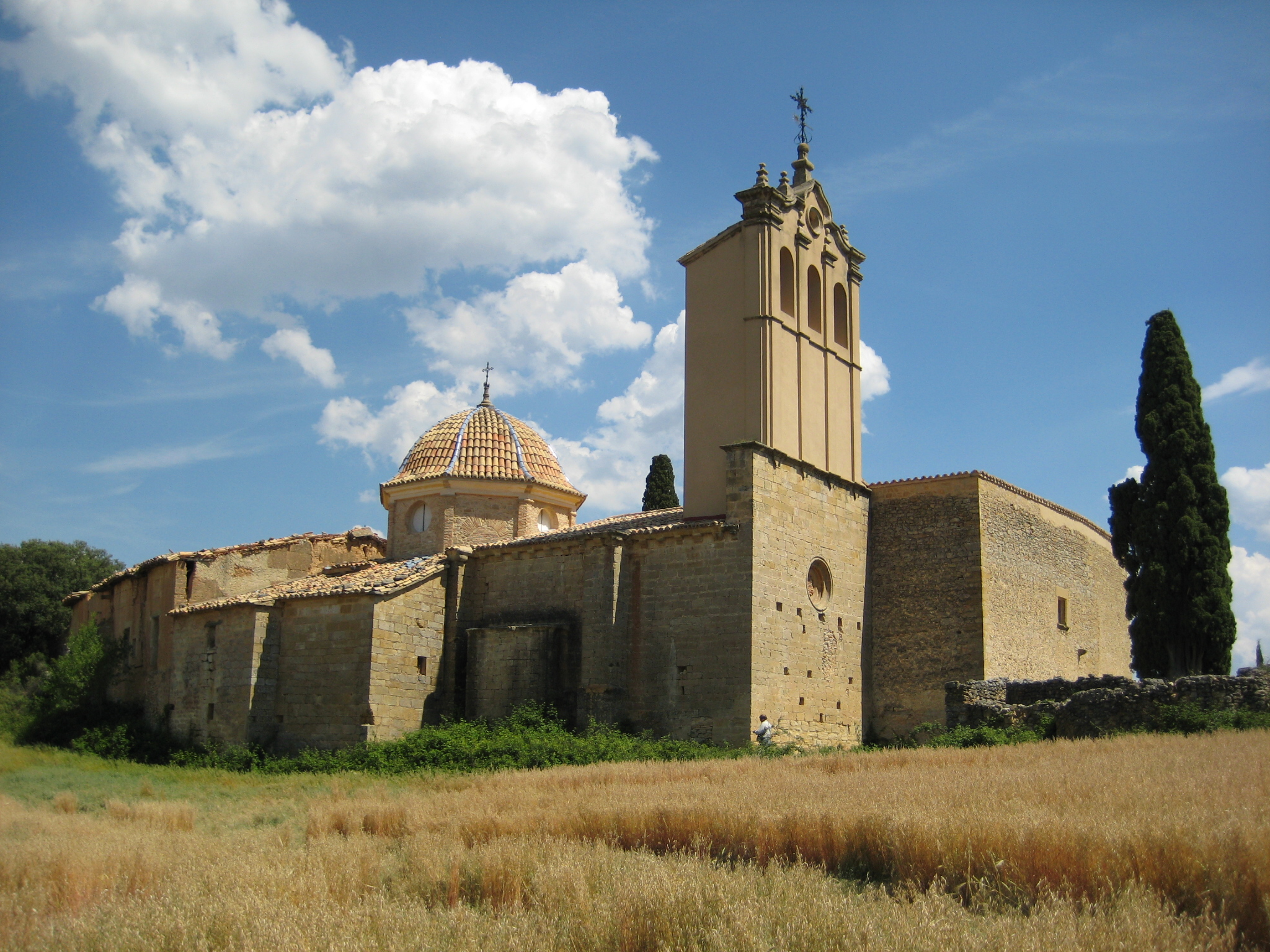
Sanktuarium von Montserrat

- Reste der Burg am höchsten Punkt des Orts.
- Das denkmalgeschützte Sanktuarium von Montserrat, Ziel einer Romería im Mai.[4]

## Persönlichkeiten
- Andrés Piquer (1711–1772), Arzt, Autor und Philosoph, hier geboren.
- Braulio Foz (1791–1865), Schriftsteller und Journalist, hier geboren.